# Emociones sociales
Las emociones sociales son emociones que dependen de los pensamientos, sentimientos o acciones de otras personas, "tal como se experimentan, recuerdan, anticipan o imaginan de primera mano". Algunos ejemplos son la vergüenza, la culpa, la vergüenza, los celos, la envidia, la elevación, la empatía y el orgullo. Por el contrario, las emociones básicas como la felicidad y la tristeza sólo requieren la conciencia del propio estado físico. Por lo tanto, el desarrollo de las emociones sociales está estrechamente vinculado con el desarrollo de la cognición social, la capacidad de imaginar los estados mentales de otras personas, que generalmente se desarrolla en la adolescencia. Los estudios han demostrado que niños de tan solo 2 o 3 años de edad pueden expresar emociones parecidas a la culpa  y al remordimiento. Sin embargo, mientras que los niños de cinco años son capaces de imaginar situaciones en las que se sentirían emociones básicas, la capacidad de describir situaciones en las que podrían experimentarse emociones sociales no aparece hasta los siete años de edad.
Las personas no sólo pueden compartir emociones con otros, sino que también pueden experimentar una excitación fisiológica similar a la de otros si sienten una sensación de conexión social con la otra persona. Un estudio de laboratorio realizado por Cwir, Car, Walton y Spencer (2011) mostró que, cuando un participante sentía una sensación de conexión social con un extraño (cómplice de investigación), el participante experimentaba estados emocionales y respuestas fisiológicas similares a las del extraño mientras observaba al extraño realizar una tarea estresante.
Las emociones sociales a veces se denominan emociones morales, porque juegan un papel importante en la moralidad y la toma de decisiones morales. En neuroeconomía, el papel que desempeñan las emociones sociales en la teoría de juegos y la toma de decisiones económicas recién está comenzando a investigarse.

## Neurociencia del comportamiento
Después de que las imágenes funcionales, en particular la resonancia magnética funcional (fMRI), se volvieran populares hace aproximadamente una década, los investigadores han comenzado a estudiar la toma de decisiones económicas con esta nueva tecnología. Esto permite a los investigadores investigar, a nivel neurológico, el papel que juegan las emociones en la toma de decisiones.

### Imagen del desarrollo
La capacidad de describir situaciones en las que se experimentará una emoción social surge alrededor de los 7 años, y, en la adolescencia, la experiencia de la emoción social permea el intercambio social cotidiano. Estudios que utilizan fMRI han descubierto que diferentes regiones del cerebro están involucradas en diferentes grupos de edad al realizar tareas sociocognitivas y socioemocionales. Mientras que áreas cerebrales como la corteza prefrontal medial (MPFC), el surco temporal superior (STS), los polos temporales (TP) y el precúneo que limita con la corteza cingulada posterior se activan tanto en adultos como en adolescentes cuando razonan sobre la intencionalidad de los demás, la PFC medial se activa más en adolescentes y el STS derecho más en adultos. Se encontraron efectos de edad similares con participantes más jóvenes, de modo que, cuando los participantes realizan tareas que involucran la teoría de la mente, el aumento de la edad se correlaciona con un aumento de la activación en la parte dorsal del MPFC y una disminución de la actividad en la parte ventral del MPFC.
Los estudios que comparan a adultos con adolescentes en sus procesamientos de emociones básicas y sociales también sugieren cambios de desarrollo en las áreas del cerebro involucradas. En comparación con los adolescentes, el polo temporal izquierdo tiene una actividad más fuerte en los adultos cuando leen historias que provocan emociones sociales. Se cree que los polos temporales almacenan conocimiento social abstracto. Esto sugiere que los adultos podrían utilizar el conocimiento semántico social con mayor frecuencia que los adolescentes cuando piensan en situaciones socioemocionales.

### Neuroeconomía
Para investigar la función de las emociones sociales en los comportamientos económicos, los investigadores están interesados en las diferencias en las regiones del cerebro involucradas cuando los participantes están jugando, o creen que están jugando, con otra persona en lugar de con una computadora. Un estudio con fMRI encontró que, para los participantes que tienden a cooperar en juegos de “confianza y reciprocidad” entre dos personas, creer que están jugando con otro participante activaba la corteza prefrontal, mientras que creer que estaban jugando con una computadora no lo hacía. Esta diferencia no se observó en los jugadores que tienden a no cooperar. Los autores interpretan esta diferencia como una teoría de la mente que los cooperadores emplean para anticipar las estrategias de los oponentes. Este es un ejemplo de cómo la toma de decisiones sociales se diferencia de otras formas de toma de decisiones.
En la economía del comportamiento, una crítica importante es que las personas no siempre actúan de manera totalmente racional, como muchos modelos económicos suponen. Por ejemplo, en el juego del ultimátum, se pide a dos jugadores que dividan una determinada cantidad de dinero, por ejemplo x. Un jugador, llamado el proponente, decide la proporción en la que se dividirá el dinero. El otro jugador, llamado respondedor, decide si acepta o no esta oferta. Si el que responde acepta la oferta, digamos, de una cantidad y de dinero, entonces el proponente obtiene una cantidad xy y el que responde obtiene y. Pero si el que responde se niega a aceptar la oferta, ninguno de los dos jugadores obtiene nada. Este juego es ampliamente estudiado en la economía del comportamiento. Según el modelo del agente racional, la forma más racional de actuar para el proponente es hacer que y sea lo más pequeño posible, y la forma más racional de actuar para el respondedor es aceptar la oferta, ya que una pequeña cantidad de dinero es mejor que nada. Sin embargo, lo que estos experimentos tienden a descubrir es que los proponentes tienden a ofrecer el 40% de x, y las ofertas por debajo del 20% serían rechazadas por los que responden. Utilizando escáneres de resonancia magnética funcional, los investigadores descubrieron que las emociones sociales provocadas por las ofertas pueden desempeñar un papel en la explicación del resultado. Cuando las ofertas son injustas en lugar de justas, se activan tres regiones del cerebro: la corteza prefrontal dorsolateral (CPDL), la corteza cingulada anterior (CCA) y la ínsula. La ínsula es una zona activa en el registro del malestar corporal. Se activa cuando las personas sienten, entre otras cosas, exclusión social. Los autores interpretan la actividad en la ínsula como la reacción aversiva que uno siente cuando se enfrenta a una injusticia, la actividad en la corteza prefrontal dorsolateral como el procesamiento de la recompensa futura por quedarse con el dinero, y la corteza cerebral posterior es un árbitro que sopesa estas dos entradas conflictivas para tomar una decisión. Se puede predecir si la oferta será rechazada o no (con una correlación de 0,45) según el nivel de actividad de la ínsula del respondedor.
La neuroeconomía y las emociones sociales también están estrechamente vinculadas en el estudio del castigo. Las investigaciones realizadas con escáner PET han descubierto que, cuando los jugadores castigan a otros jugadores, se activa la actividad en el núcleo accumbens (parte del cuerpo estriado ), una región conocida por procesar las recompensas derivadas de las acciones. Esto demuestra que no sólo nos sentimos heridos cuando nos convertimos en víctimas de una injusticia, sino que también encontramos psicológicamente gratificante castigar al malhechor, incluso a costa de nuestra propia utilidad.

## Aspecto social o moral
Algunas emociones sociales también se denominan emociones morales debido al papel fundamental que desempeñan en la moralidad. Por ejemplo, la culpa es la incomodidad y el arrepentimiento que uno siente por sus malas acciones. Es una emoción social, porque requiere la percepción de que otra persona está siendo lastimada por este acto; y también tiene implicancia en la moralidad, de tal manera que el actor culpable, en virtud de sentirse afligido y culpable, acepta la responsabilidad por el mal hecho, lo que puede causar el deseo de enmendarse o castigarse a sí mismo.
No todas las emociones sociales son emociones morales. El orgullo, por ejemplo, es una emoción social que implica la admiración percibida de otras personas, pero la investigación sobre el papel que desempeña en los comportamientos morales arroja resultados problemáticos.

### Respuesta empática
Eisenberg y sus colegas definen la empatía como una respuesta afectiva que surge de la aprehensión o comprensión del estado o condición emocional del otro y es similar a lo que la otra persona siente o se esperaría que sintiera. La culpa, que es una emoción social con una fuerte implicación moral, también está fuertemente correlacionada con la respuesta empática; mientras que la vergüenza, una emoción con menos sabor moral, está correlacionada negativamente con la respuesta empática, cuando se controla la culpa.
La controlabilidad percibida también juega un papel importante en la modulación de las reacciones socioemocionales y las respuestas empáticas de las personas. Por ejemplo, los participantes a quienes se les pide que evalúen el desempeño académico de otras personas tienen más probabilidades de asignar castigos cuando el bajo desempeño se interpreta como bajo esfuerzo, en lugar de baja capacidad. Los estigmas también provocan una respuesta más empática cuando se los percibe como incontrolables (es decir, que tienen un origen biológico, como tener cierta enfermedad), en oposición a controlables (es decir, que tienen un origen conductual, como la obesidad).